# Lidköpings TK
Lidköpings TK har under de senaste åren etablerat sig som en av de stora tennisklubbarna i Sverige. Lidköpings TK har bland annat kommit 2:a (2005) och blivit svenska mästare (2006). Klubben är moderklubb till en av världens bästa dubbelspelare, Anders Järryd, som fortfarande är aktiv i klubben.